# Киберпсихология
Киберпсихологията е развиваща се научна област, която обхваща всички психологически феномени, асоциирани с или повлияни от възникващите технологии. Получава се от съчетаването на кибер (от думата кибернетика) и психология.

## Общ преглед
Киберпсихология е изучаването на човешкия ум и човешкото поведение в контекста на взаимодействието и комуникацията между човек и машина, но освен това включва и области като компютърна култура и виртуална реалност, които напоследък навлизат в интернет. Изследванията са насочени основно върху влиянието на интернет и киберпространството върху индивидуалната и груповата психология. Някои горещи теми включват: онлайн идентичност, онлайн взаимоотношения, личностни типове в киберпространството, пристрастяване към компютрите и интернет, регресивно поведение в киберпространството, онлайн промяна на пола и други. Тъй като интернетът все повече заема мястото на традиционните медии, изследванията се разглеждат от нововъзникваща специалност – медийната психология. 
Използваните методи са статистически и теоретически изследвания на използването на интернет, но киберпсихологията включва и изучаването на подтеми като психологически усложнения, свързани с киборгите, изкуствения интелект, виртуалната реалност и други. Макар на пръв поглед да изглежда, че някои от тях са обект основно на научната фантастика, те бързо се превръщат в научен факт чрез интердисциплинарния подход, включващ биологията, инженерните науки и математиката. Полето на киберпсихологията остава отворено за нови подходи и уточняване на възгледите, особено в области като изучаването на тенденциите на емоционалните, поведенческите и умствените заболявания, асоциирани или възникнали в резултат на напредъка на технологиите.